# Рыжий Орм
«Рыжий Орм» (швед. Röde Orm) — исторический роман шведского писателя Франца Гуннара Бенгтссона. Роман также известен под названием «Драконы Моря».

## История создания
Первая часть романа под названием Red Orm on the Western Way («Рыжий Орм в путешествии на Запад») вышла в 1941 году, вторая часть под названием Red Orm at Home and on the Eastern Way («Рыжий Орм дома и в путешествии на Восток») вышла в 1945 году. Эти две части были переведены Майклом Мейером (Michael Meyer) и объединены в роман с названием «Длинные ладьи» (The Long Ships).
Считается, что «Драконы Моря» были переведены на русский язык только после перевода оригинала романа со шведского на английский, а уже только потом на русский. Поэтому более полным и соответствующим является «Рыжий Орм».

## Сюжет
В центре сюжета находится вымышленный персонаж: викинг Орм Рыжеволосый. Наряду с вымышленными персонажами в романе присутствует ряд исторических личностей, таких как: Харальд Синезубый, военачальник Аль-Мансур, киевский князь Владимир (см. Творчество).
Роман наполнен иронией и юмором и представляет собой роман о невероятных приключениях Рыжего Орма — его пленении, рабстве у халифа Кордовы, работе гребцом на галерах, принятии христианства, освобождении, женитьбе на дочери конунга Харальда и под конец — поиске клада у днепровских порогов.

## Отражение в культуре
В 1963 году режиссёр Джек Кардифф снял приключенческий фильм «Корабли викингов», в основу сюжета которого легли отдельные главы романа.
В 1980-х годах планировались съёмки шведской экранизации романа. Из-за финансовых трудностей вместо неё поставлен был радиоспектакль, который транслировался в 1990-х годах.
В 2013 году скандинавские кинокомпании Zentropa и Nordisk Film приступили к созданию эпоса «Корабли викингов». Продюсерами картины выступили Петер Ольбек Йенсен (Peter Aalbæk Jensen) и Сиссе Граум Олсен из Zentropa, работавшие вместе над оскароносной «Местью» Сюзанны Бир, и исполнительный продюсер из Nordick Лоне Корслунд. В фильме планировал сыграть актер Стеллан Скарсгард.
В 2017 году Королевский театр Дании поставил спектакль по второй части книги Бенгтссона, в которой Рыжий Орм вернулся в Данию с колоколом. Спектакль был показан не в театре, а на крыше недавно построенного музея Месгард (Moesgaard Museum), на гигантской деревянной сцене, напоминающей разбитый корабль викингов с головой дракона.

## Примечание
1. ↑  Falsk som vatten (1985): Kommentar (неопр.). Swedish Film Database. Swedish Film Institute. Дата обращения: 4 июня 2021. Архивировано 2 декабря 2016 года.
2. ↑  Ольга Павлова. Канны 2013: Продюсеры «Мести» и «Девушки с татуировкой дракона» объединятся для работы над эпосом о викингах. The Hollywood Reporter. (21 мая 2013). Дата обращения: 4 июня 2021. Архивировано 7 июня 2021 года.
3. ↑  Georg Szalai. Cannes: Stellan Skarsgard to Star in Zentropa Viking Film (англ.). The Hollywood Reporter, LLC (17 мая 2014). Дата обращения: 4 июня 2021. Архивировано 7 июня 2021 года.
4. ↑  Спектакль Red Serpent (англ.). Дата обращения: 2 июня 2021. Архивировано 4 декабря 2020 года.